# Pepín de Pría
Pepín de Pría   (Pría, 14 de desembre de 1864 - Nueva, 27 de desembre de 1928), més conegut com a Pepín de Pría i Pin de Pría, va ser un dels escriptors més destacats de la literatura en asturià anterior al Surdimientu.

## Elements biogràfics
Va néixer el 14 de desembre de 1864 a La Pesa, en la parròquia de Pría (Llanes). Era fill d'un mestre i a la setmana de néixer va quedar orfe de mare. Als sis anys es va traslladar amb la família a Gijón i bé aviat va començar a treballar en una teulera. Als dotze anys va deixar el treball per a estudiar batxillerat i més tard magisteri en l'Escola Normal. Va conèixer una vida plena de dificultats econòmiques, com més si es té en compte que va tenir 14 fills, després de casar-se amb Florentina Argüelles en 1891. Això li va dur a ocupar diversos oficis com empleat de banca, assegurador o viatjant de comerç. En 1896 va emigrar a l'Havana i des d'allí va enviar cròniques a la premsa asturiana sobre la vida a Cuba. Als pocs anys va tornar a Astúries i va impulsar l'escola en alguns dels pobles dels concejos de Gijón i Llanes.
En aquesta època va participar activament en l'ambient cultural al voltant de l'Ateneu Obrer, les agrupacions musicals obreres i la premsa. Políticament estava pròxim al republicanisme federal i va donar suport al procés de reivindicació regionalista. En els seus últims anys va tornar a Llanes, on va treballar de pagès. Va morir a Nova, el 27 de desembre de 1928.

## Obra
Va començar a signar els seus textos amb l'àlies de Pepín (o Pin) de Pría en 1901. En la seva obra es poden separar tres elements: els articles de premsa (en espanyol), la producció teatral i la poesia lírica. També se sap que va estar treballant en l'elaboració d'un diccionari d'asturià, que no es conserva. Com periodista, va aparèixer en moltes en publicacions com El Noroeste o El Comercio de Gijón, La Atalaya de Ribadesella i El Oriente de Asturias i La Ley de Dios a Llanes.
Com a autor d'obres de teatre costumista en vers va ser un autor popular. Entre les seves obres destaquen ¡A L'Habana! (1895), ¡El diañu de los microbios! (1914) i altres inèdites com El Curín, Venta quita renta, L'estudiante de Tueya, La hespiciana, La cruz del camín rial, Pepín l'afrancesáu o Xixón en 1808 i Alma virxen. No obstant això, la crítica valora a Pepín de Pría com un dels principals poetes lírics en asturià. Les seves principals obres poètiques són Nel y flor (publicada en 1925 per subscripció popular) i La Fonte’l cai, obra pòstuma, publicada el 1984, encara que alguns fragments van aparèixer en vida de l'autor, per lliuraments, en la premsa de l'època.